# Леукушешть (Сучава)
Леукушешть, Леукушешті (рум. Leucușești) — село у повіті Сучава в Румунії. Входить до складу комуни Преутешть.
Село розташоване на відстані 333 км на північ від Бухареста, 26 км на південь від Сучави, 96 км на захід від Ясс.

## Населення
За даними перепису населення 2002 року у селі проживали 1013 осіб, усі — румуни. Усі жителі села рідною мовою назвали румунську.